# Caryocar villosum
Espèce
Classification APG III (2009)
Statut de conservation UICN

 LC  : Préoccupation mineure
Synonymes
Selon Tropicos (28 mars 2022) et GBIF (28 mars 2022) :
- Caryocar butyrosum (Aubl.) Willd.
- Caryocar villosum var. aesculifolium Wittm.
- Caryocar villosum var. macrophyllum Wittm.
- Caryocar villosum var. villosum (Aubl.) Pers., 1806
- Pekea butyrosa Aubl.
- Pekea villosa (Aubl.) Poir.
- Rhizobolus butyrosus (Aubl.) J.F. Gmel.
- Saouari villosa Aubl. - Basionyme
- Souari villosa Aubl.

Caryocar villosum est une espèce de plantes à fleurs de la famille des Caryocaracées. C'est un arbre néotropical. Comme toutes les espèces de Caryocar, il produit des noix comestibles.
Il est connu en Guyane sous les noms de Chawari (Créole de Saül), Arbre à beurre [bwa-dibè] (Créole), Pékéya (Créole de St-Georges), Peke'a (Wayãpi), Pikia (Palikur), Piquiá (Portugais).
On l'appelle Kumato (Yanomami) au Venezuela, et Ruamabi (Uaicás (pt)), Pequi, Pequid au Brésil.

## Description
Caryocar villosum est un très grand arbre atteignant 40-50 m de haut, à rameaux épais et son tronc cylindrique mesure 2(2,5) m de diamètre.
Les jeunes branches sont villeuses-tomentoses, devenant glabres avec l'âge.
Il peut développer des contreforts, qui sont alors épais, bas, simples, propagés.
L'écorce externe est de couleur brun grisâtre foncé, profondément fissurée.
L'écorce interne est de couleur jaunâtre crème, fibreuse.
Ses feuilles opposées sont trifoliolées.
Le pétiole est long de (4)7-10(15) cm, villeux-tomenteux à pubérulent, cylindrique à légèrement strié.
Les folioles portent des pétiolules courts (3 à 6 mm pour le pétiolule terminal, et 2 à 4 mm pour les pétiolules latéraux), canaliculés, dépourvus de stipelles, pubérulents lorsqu'ils sont jeunes
Le imbe est de forme elliptique à ovoïde ou obovoïde, subaiguë, acuminée à l'apex (acumen long de 3 à 10 mm), à base arrondie cordée, à marges dentées à crénelées, pubérulente à glabre au-dessus, densément brun tomenteux à hirsute ou avec une pubescence clairsemée sur la vénération en dessous.
La foliole terminale est longues de (7)8-22 cm pour (5)6-12 cm de large, et les folioles latérales légèrement plus petites.
On compte 12-14(19) paires de nervures latérales, légèrement imprimées ou planes au-dessus, et saillantes en dessous.
Les inflorescences sont des racèmes groupés, érigés, comportant 15-30 fleurs.
Les pédoncule sont longs de 5-13 cm, lenticellés, tomentelleux ou pubérulents lorsqu'ils sont jeunes, puis devenant glabrescents.
Les rachis sont longs de 2-4 cm, tomenteux lorsqu'ils sont jeunes, .
Les pédicelles sont longs de (1,8)2-3,5 cm, pubérulents à glabres, avec 2 bractéoles membraneuses.

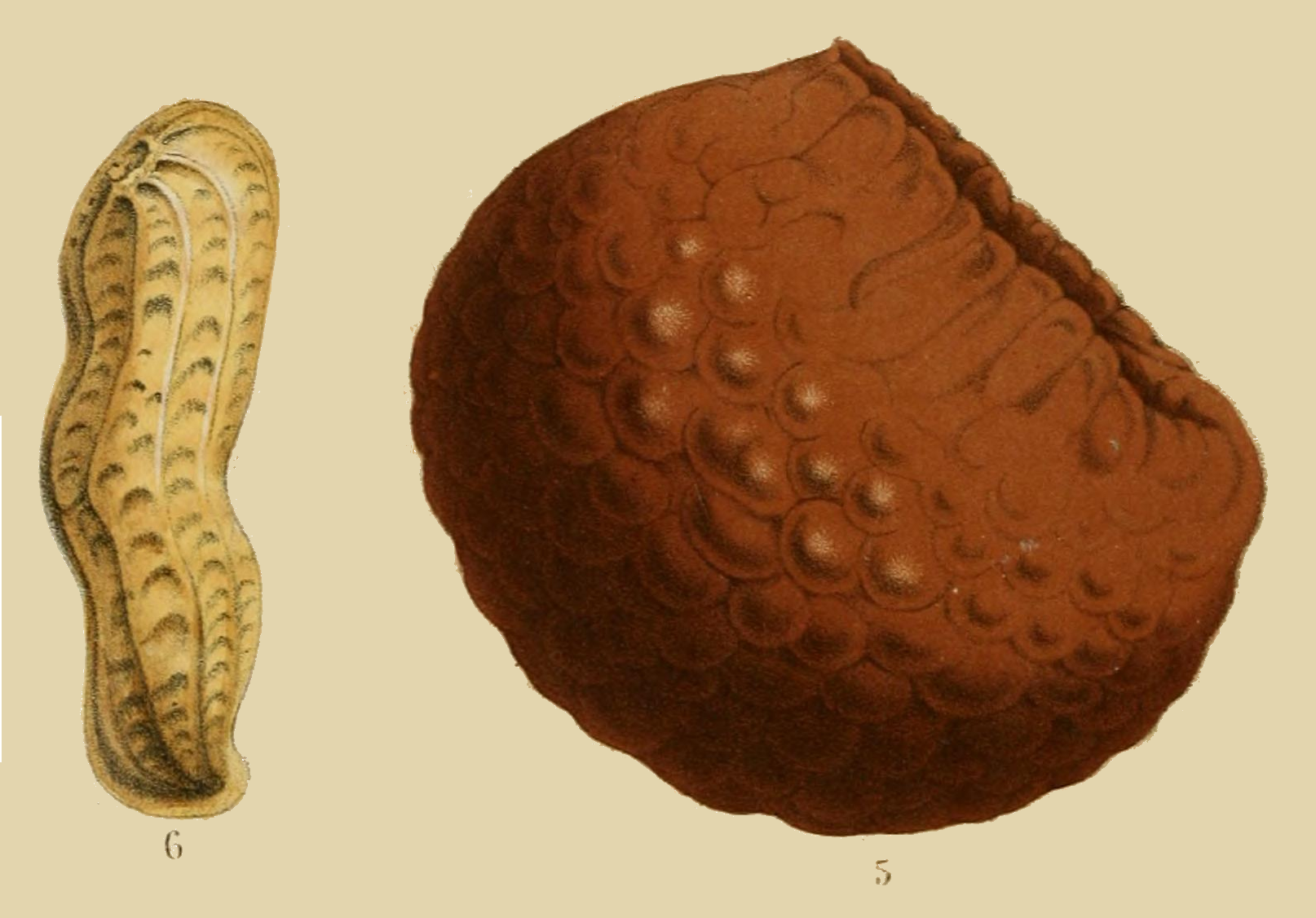
6. fruit d’arachide - 5. mésocarpe de Caryocar villosum

Les fleurs sont de couleur jaune pâle.
Le calice est de forme campanulée-cupuliforme, long d'environ 1,5 cm, à 5 lobes arrondis, larges de 6-7 mm, de couleur vert grisâtre, pubérulent à glabre sur la face extérieure.
La corolle est longue d'environ 2,5 cm, à 5 lobes de couleur jaune pâle et de forme oblongue-elliptique à rhomboïde, un peu asymétriques mesurant 2,5-3,5 x 1-1,5 cm.
On compte environ 300 étamines avec des filets courtement unis à leur base en une bague de base (mais pas en groupes).
Ces filets sont sub-persistants, de couleur blanche à jaunâtre, de deux longueurs distinctes avec plusieurs longueurs intermédiaires : 
Les plus longs mesurent environ (5)6,5 à 7 cm, avec l'apex tuberculé sur 1 à 3 mm.
Les 55 plus courts mesurent environ 1-1,5 cm, avec une partie fusionnée distincte à la base, tuberculés toute leur longueur.
Les anthères sont petites et jaunes. 
L'ovaire est globuleux, contenant 4 loges, glabre à l'extérieur, portant 4 styles filamenteux, jaunes glabres, de même taille que les filets.
Le fruit est une drupe de forme ellipsoïde à oblongue-globuleuse, longue de 6-7 cm pour 7-8 cm de large, et 5-6 cm d'épaisseur.
L'exocarpe est mat, de couleur brun clair à bronze, glabre, lenticellée.
Le péricarpe épais, charnu, se détache facilement du mésocarpe et de l'endocarpe.
Le mésocarpe et l'endocarpe enveloppent les semences pour former un « noyau » réniforme, mesurant environ 4 × 5 cm.
Le mésocarpe est charnu, lisse et ondulé en surface, de couleur jaune, très gras, à forte odeur de beurre rance, sensiblement comprimé, enveloppant les épines intérieures de l'endocarpe.
L'endocarpe dur lignifié à l'intérieur, épais d'environ 1 mm, est couvert de nombreux aiguillons bruns, durs, fins, très aigus, longs d'environ 3 mm (plus courts et beaucoup plus fins que chez Caryocar glabrum),,,.

## Répartition
Caryocar villosum est présent au Venezuela (Amazonas : Mavaca), dans l'est de la Guyane, et en Amazonie brésilienne. Il s'agit de l'espèce de Caryocar la plus abondante en Amazonie orientale.

## Écologie
Caryocar villosum pousse au Venezuela dans les forêts sempervirentes (non-inondables) des basses terres, autour de 100-200 m d'altitude.
Caryocar villosum fleurit de juillet à novembre en Amazonie, en janvier dans le Roraima, et de septembre à novembre dans les forêts de terre ferme (non inondées) du centre de la Guyane (où il est peu fréquent).
Les graines de Caryocar villosum sont principalement prédatées par les rongeurs qui collectent rapidement des fruits tombés au sol et consomment les graines, et sont aussi probablement les principaux disséminateurs naturels.
Les fruits tombés au sol et oubliés par les rongeurs (mésocarpe et noyaux), sont aussi prédatés par les termites (abondants et omniprésents dans le cerrado).
On a aussi identifié une espèce de thrips (Holopothrips anacardii) comme ravageur de Caryocar villosum.
Caryocar villosum présente une anthèse nocturne, qui ne dure qu'une nuit et s'accompagne de la sécrétion d'environ 750 ml de nectar. Cette espèce chiroptérophile est visitée dans la Reserva Florestal Adolpho Ducke par les chauves-souris Phyllostomus discolor et Glossophaginae, ainsi que par des marsupiaux arboricoles (Caluromys lanatus et C. philander) et des papillons Sphingidae. Les fleurs sont auto-compatibles, mais présentent un moindre succès reproductif en cas d'autopollinisation.
Une analyse génétique des populations de Caryocar villosum a permis de mieux comprendre sa domestication en Amazonie.
À Nova Xavantina (Mato Grosso, Brésil), les fruits de Caryocar villosum récoltés dans des zones de végétation naturelle sont plus gros et plus lourds et un poids de pulpe plus élevé, que ceux récoltés en zone anthropisée. Ce constat est possiblement lié aux conditions climatiques, ou à l'éloignement des pollinisateurs.
Les graines de Caryocar villosum flottent et peuvent être transportées par les courants marins sur de grandes distances : certains ont été retrouvés dans des laisses de mer à Barra (Écosse).

## Utilisations
Caryocar villosum présente un potentiel à la fois comme excellent bois d'œuvre et comme oléagineux.

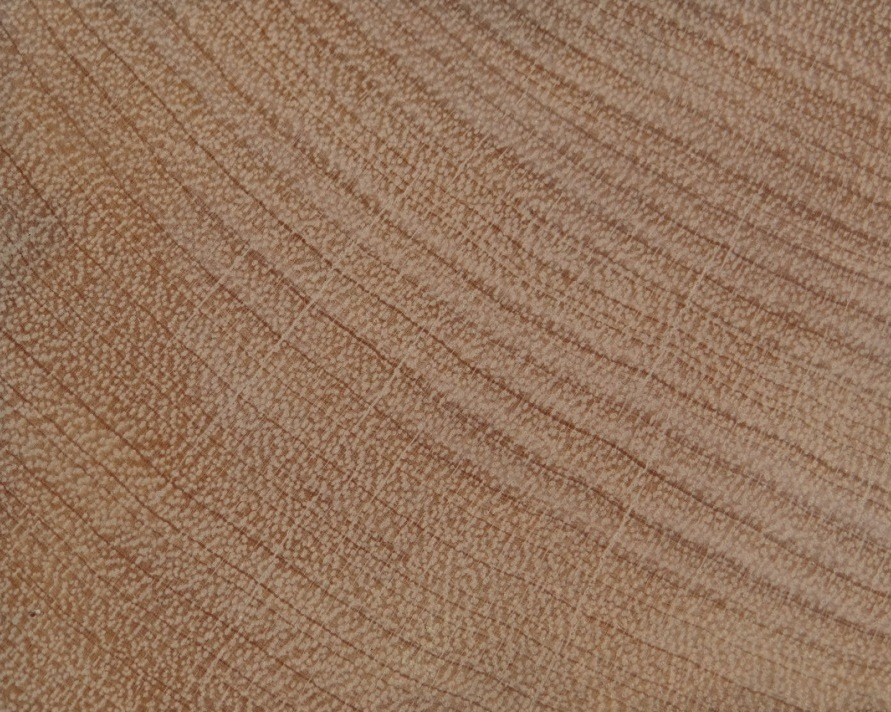
Bois de Caryocar villosum

Caryocar villosum (piquiá au Brésil) est un arbre à croissance rapide et héliophile commune dans les forêts de terre ferme d'Amazonie.
Les grumes peuvent être récoltées à partir de 20-25 ans.
Le bois de Caryocar villosum est assez lourd (densité : 0,80 à 0,91), de couleur gris blanc jaunâtre, à grain raide et fin, et se travaille facilement pour obtenir une belle finition. 
Il a été utilisé pour les traverses de chemin de fer, la charpente intérieure des navires, la construction civile et navale (très grosses pièces), l'ébénisterie, le contreplaqué et les poteaux,,,,.
Ce bois a été recommandé par Senft et Lucia,.
Caryocar villosum pousse rapidement et produit des fruits après quelques années de culture tout en atteignant la taille du bois commercial.
Les Caryocar sont faciles à multiplier à partir de graines et Caryocar villosum est connue pour se reproduire à partir de boutures),.
Il ne pose pas de problème concernant sa pollinisation.
Le fruit de Caryocar villosum contient une pulpe et des cotylédons comestibles. La pulpe grasse, douceâtre ou un peu amère, est consommée après cuisson à cause de son léger arôme de beurre rance. Les amandes peuvent être consommées crues ou grillées.
La pulpe des fruits présente en effet une faible teneur en eau (50,3 %) et une teneur élevée en acides gras (64,5 %). 
La chair contient 1,5 % d'acide myristique, 41-45 % d'acide palmitique, 0,9 % d'acide stéarique, 46-54 % d'acide oléique, 2,6-3,3 % d'acide linoléique, mais aussi des acides aminés, des amines (Taurine, Éthanolamine, o-Phosphoéthanolamine, Ornithine) et des composés volatiles.
Le rendement en huile est de 47% poids frais, avec un indice de saponification de 199-205, et un indice d'iode selon Hanuš (cs) de 46-48.
L'amande contient 48-50,6 % d'acide palmitique, 43,7-49,6 % d'acide oléique, 1,4-1,6 % d'acide myristique, 1,0-1,8 % d'acide stéarique, 2,0-3,3 % d'acide linoléique, 2,6-3,2 % d'acide linolénique, 
Le rendement en huile est de 45% poids frais, avec un indice de saponification de 198-203, et un indice d'iode selon Hanuš (cs) de 48-52,.

« Cuite à l’eau salée, la masse butyreuse qui recouvre les noyaux [de Pekea] est fort appréciée quand elle est douce, mais elle est parfois d’une amertume prononcée. Elle fournit, à chaud, par la pression, une huile qui se solidifie par refroidissement et peut être employée dans l'alimentation à la place de beurre. Elle sert encore à la fabrication du savon. De l’amande, on tire une graisse blanche, fine, solide au-dessous de 24 degrés, fondant à la chaleur de la main en une huile incolore, excellente pour la parfumerie parce qu'elle rancit difficilement {huile de noix souari).

Un arbre de pekea produit en moyenne 6.009 fruits ; il faut 250 fruits pour préparer 1 litre d'huile tirée de la pulpe, et 1.600 semences (2? paniers de noyaux) pour préparer 1 litre de graisse extraite de l’amande. Un arbre peut donc donner de 20 à 30 litres d'huile.

L'écorce des baies est très riche en tanin et peut servir pour préparer de l'encre noire. »

— Paul Le Cointe, 1922.
L'huile de table tirée de la pulpe des fruits de Caryocar villosum, est appelée piquiá au Brésil, et est vendue sur les marchés amazoniens. 
Elle est recommandée pour des fins alimentaires (avec un possible effet dans la réduction du taux cholestérol total et LDL), ainsi que dans l'Industrie des cosmétiques.
Au Brésil central (cerrado), on extrait aussi l'huile de Caryocar brasiliense Cambess., que l'on appelle pequi.
Il est conseiller de récolter rapidement les fruits tombés au sol pour éviter les pertes par la prédation.
Une recette de chocolat noir à la pulpe de fruits de Caryocar villosum a été testée et analysée d'un point de vue nutritionel
Mélangée au roucou, l'huile tirée de la pulpe de Caryocar villosum aurait les mêmes propriétés défatigantes que l'huile de Carapa guianensis (Méliacées) d'après les Wayãpi de Guyane.
Toutes les parties de ces grands arbres contiennent des saponines (feuilles, péricarpe des fruits, écorce du tronc et des racines), mais les graines comestibles en sont exemptes.
On trouve aussi des tanins ce qui peut expliquer leur utilisation dans le traitement des mycoses et des filaires.
Caryocar villosum a été utilisé comme anti-inflammatoire naturel pour prévenir la bronchite, la fièvre, la toux, le rhume et les problèmes de foie, en plus de soulager les douleurs musculaires et les rhumatismes

Le péricarpe des fruits de Caryocar villosum, est employé comme ichtyotoxique (comme celle de Caryocar microcarpum chez les Witoto et les Cubeo (es) d'Amazonie colombienne).
Ce très grand arbre des forêts anciennes est cultivée dans divers jardins botaniques en Asie (Singapour, Sumatra).

« Un des plus beaux arbres du Brésil : atteint parfois des dimensions colossales (jusqu'à plus de 5 mètres de diamètre à la base du tronc) »

— Paul Le Cointe, 1922.

### Analyses chimiques et pharmacologiques
La pulpe contient des caroténoïdes et des composés phénoliques en partie responsables de ses bonnes propriétés antioxydantes sur radicaux peroxyles (3,7 mMol de Trolox/100 g de pulpe),.
La pulpe de Caryocar villosum n'a pas montré d'effets cytotoxiques et génotoxiques, mais au contraire des propriétés anti-génotoxiques avec une dose-réponse inverse restant à éclaircir,.
L'extrait d'écorce de tige de Caryocar villosum contient des glycosides phénolique présentant une activité inhibitrice de la tyrosinase fongique.
L'huile de Caryocar villosum présente une activité anti-inflammatoire topique chez le rat.
Des extraits de pulpe de fruit de Caryocar villosum ont pésenté une cytotoxicité faible pour les fibroblastes humains, mais élevée pour les souches de cellules tumorales, ainsi qu'une éctivité anti-inflammatoire élevée liée à l'inhibition de la production d'oxyde nitrique.
Les activités antioxydantes et antivieillissement de Caryocar villosum ont été étudiées en utilisant le nématode Caenorhabditis elegans comme modèle in vivo.
Plusieurs méthodes ont été testées pour obtenir des extraits de Caryocar villosum à haute teneur en composés bioactifs, capacité de piégeage ROO• et protection contre O2. L'eau et l'éthanol apparaissent comme les meilleurs solvants.
Les propriétés cardiovasculaire des acides gras de l'huile de Caryocar villosum, ainsi que leur comportement thermogravimétrique-différentiel, calorimétrique et spectroscopique ont été testées.

## Protologue
En 1775, le botaniste Aublet propose le protologue suivant : 

« AN SAOUARI villoſa (Tabula 241.)

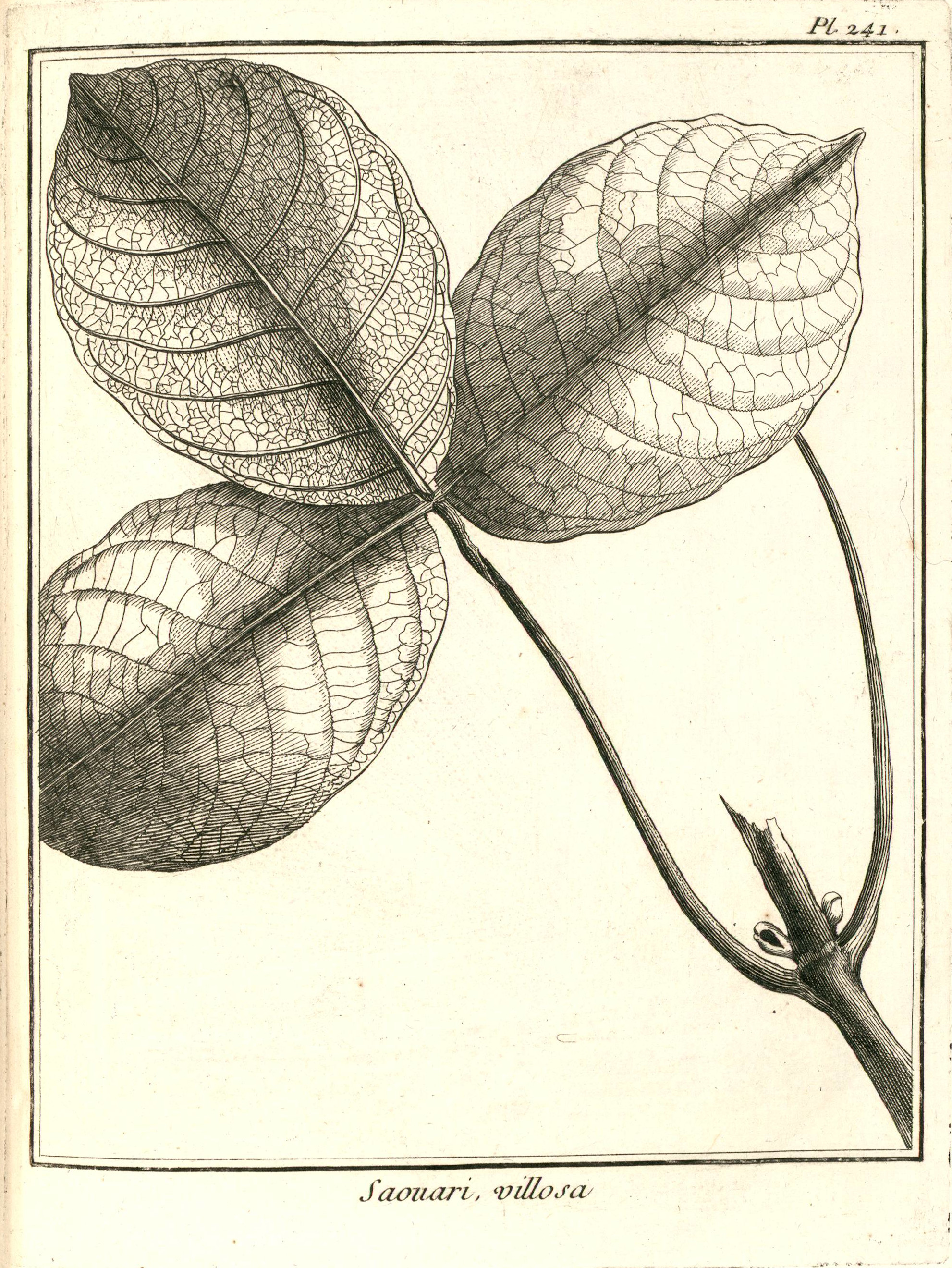
Caryocar villosum par Aublet (1775)
Planche 241.

Hæc arbor diſſert à præcedenti, foliis latis, ſubrotundis, acutis, ſubtùs tomentoſis, cinereis. Flores & fructum non mibi licuit obſervare.
Habitat in ſylvis Caux & Orapu.
LE SAOUARI velu. (Planche 241.)
Cet arbre s'élève à la même hauteur que le Saouari. Son tronc eſt auſſi gros, & ſon bois eſt de même couleur. Les branches & les rameaux ont la même diſpoſition, ainſi que les feuilles ; leurs lobes ou folioles ſont plus larges &plus grandes ; elles ſont d'un vert fonce en deſſus, & couvertes d'un duvet ras en deſſous ; toutes les nervures ſont ſaillantes, & leur duvet eſt rouſſâtre. Les plus grandes folioles ont neuf pouces de longueur, ſur cinq & demi de largeur. Entre la naiſſance des deux pédicules, il y a de chaque côte une stipule large, longue & aiguë, qui tombe & laiſſe l'impreſſion de ſon attache.
Je n'ai vu ni les fleurs, ni les fruits de cet arbre ; mais il m'a paru devoir être une eſpèce de Saouari.
II croît dans les grandes forêts de la Guiane, en allant d'Orapu à Caux. »

— Fusée-Aublet, 1775.
En 1775, le botaniste Aublet propose le protologue suivant pour Pekea butyrosa (synonyme de Caryocar Villosum) : 

« PEKEA (butiroſa) fructu levi ; foliis digitatis ; utrinque glabris. (Tabula 238.)

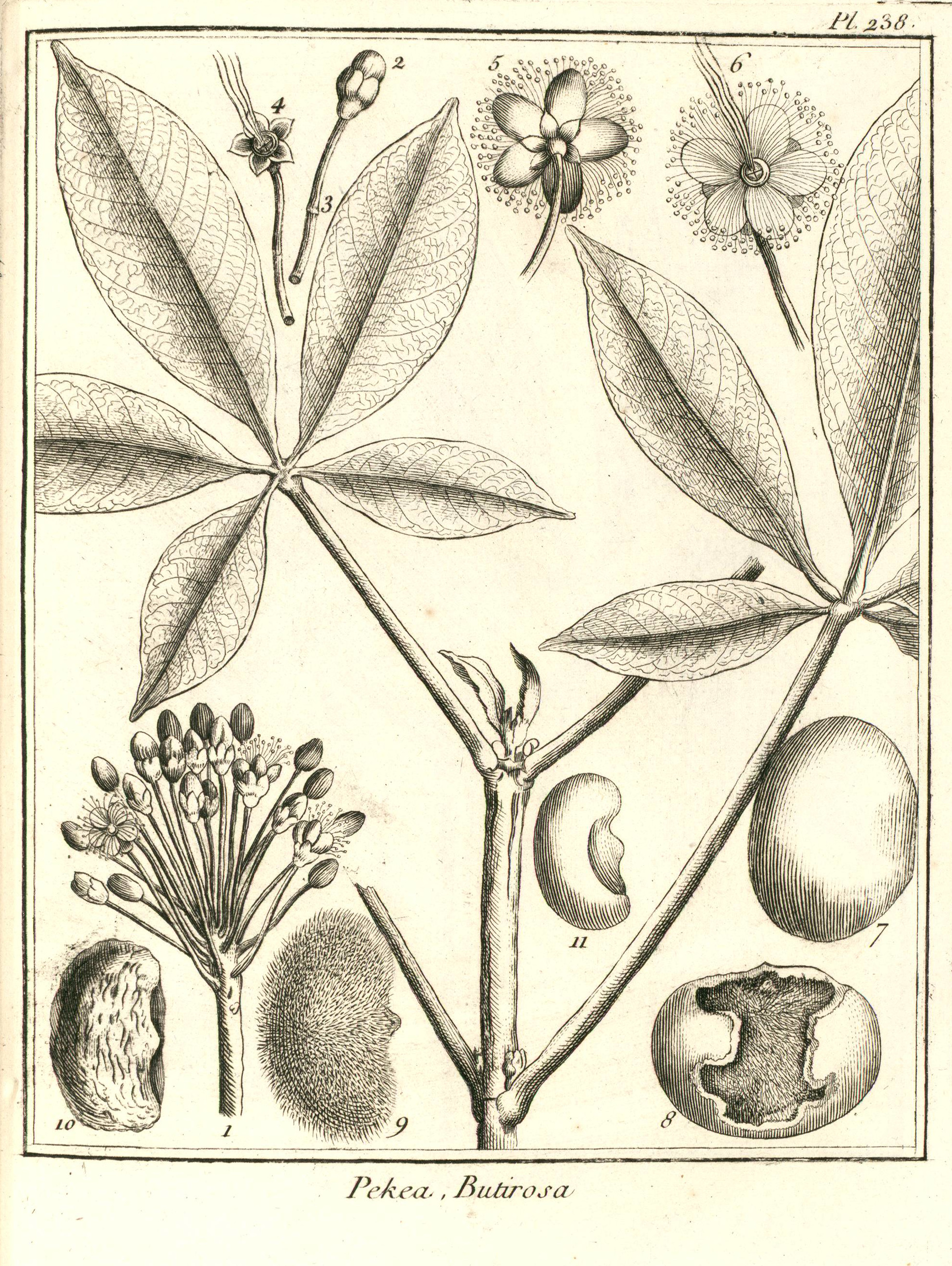
Caryocar villosum par Aublet (1775)
Planche 241. - L'on a diminue la fleur, ſes parties détachées, & le fruit, & moitié de leur grandeur naturelle. - 1. Bouquet & fleur. - 2. Bouton de fleur. - 3. Articulation du pédoncule. - 4. Calice. Piſtil. - 5. Fleur épanouie vue en deſſous. - 6. Fleur épanouie vue en deſſus. - 7. Baie. - 8. Portion de l’écorce butireuſe de la bait enlevée. Piquants découverts. - 9. Noyau couvert de piquants. - 10. Noyau dépouillé de ſes piquants. - 11. Amande.
NB : les feuilles 5-foliolées du type de Pekea butyrosa n'appartiennent pas à Caryocar Villosum (au contraire du reste de l'échantillon : feuilles, fleurs).

Caſtanea Peruviana. Clus. Hiſt. l.VII. pag.129. J. Bauh. Hiſt. t.1.
Arbor trunco octoginta-pedali & ampliùs, ad ſummitatem ramoſo ; ramis intùs rectis, extùs horizontalibus & declinatis, hinc & indè latè ſparſis ; ramis & ramulis oppoſitis.
Folia oppoſita, digitata ; foliolis quinque ſubſeſſilibus, ovatis, acutis, glabris, integerrimis, intermedio cæteris latiore & longiore, ad apicem longi petioli adnexis, & quaſi articulatis. Gemmæ foliorum ante evolutionem stipulis duabus, longis, concavis, oppoſitis, deciduis, includuntur. Flores corymboſi, terminales ; floribus ſingulis longè pedunculitis; pedunculo tomentoſo, parte media articulato.
Florebat Junio & Julio ; fructum ferebat Septembri & Octobri.
Habitat in ſylvis Guianæ, & præcipuè propè prædium domini de La Hery, quo in loco cultas plures arbores obſervati.
Nomen Caribæum PEKEA.
LE PEKEA butireux. (Planche 238.)
Le tronc de cet arbre a quatre-vingt pieds de hauteur ſur trois pieds de diamètre. Son écorce eſt griſâtre. Son bois eſt rouſſâtre,dur & compacte. Il pouſſe à ſon ſommet un grand nombre de branches éparſes, dont les inférieures ſont plus inclinées que celles qui occupent le centre de la tête de cet arbre ; elles ſont chargées de rameaux oppoſés, garnis de feuilles également oppoſées. La feuille eſt à cinq folioles diſpoſées en main ouverte ; la foliole du centre eſt la plus grande, les deux inférieures ſont les plus petites ; elles ſont comme articulées à l'extrémité d'un pédicule long de ſept à huit pouces, évaſé à ſon ſommet, cylindrique dans toute ſa longueur, & un peu renflé à ſa naiſſance. Les folioles ſont vertes, entières, liſſes, ovales, terminées par une pointe ; la plus grande a ſept pouces de longueur, ſur trois de largeur.
Le bouton des feuilles eſt enveloppé dans ſon origine par deux grandes stipules oppoſées qui tombent, & laiſſent l’impreſſion de leurs attaches.
Les fleurs naiſſent par gros bouquets à l'extrémité des branches & des rameaux. Le bouquet eſt compoſé de fleurs qui ont chacune leur pédoncule particulier, attache a la partie ſupérieure d'une tige épaiſſe, ſimple, ligneuſe, cylindrique, couverte d'un duvet cendré. Le pédoncule de chaque fleur eſt long, épais, comme articulé à ſa partie moyenne.
Le calice de la fleur eſt charnu, diviſé profondément en cinq petites parties arrondies, coriaces, concaves en deſſus, velues, convexes & cendrées en dehors.
La corolle eſt à cinq grands pétales blancs, épais, ovales, arrondis, attachés par un large onglet au deſſous des divisions du calice.
Les étamines ſont en grand nombre, placées au fond du calice autour de l'ovaire. Leur filet eſt long, grêle, blanc. L'anthère eſt jaune & à deux bourſes partagées par un ſillon.
Le piſtil eſt un ovaire qui occupe le fond du calice. Il eſt à quatre côtes, du centre deſquelles s'élèvent quatre styles blancs, terminés par un stigmate vert & obtus.
L'ovaire devient un fruit compoſé de quatre baies jaunâtres ſéparées & diſtinctes ; chaque baie a la forme d'un rein, & eſt attachée au placenta par le côte interne, qui eſt plus comprimé, & forme comme un tranchant. Les baies ſont couvertes d'une écorce épaiſſe de deux ou trois lignes. Cette écorce eſt intérieurement formée d'une ſubſtance butireuſe, jaunâtre, qui ſe fond entre les doigts. Sous cette écorce eſt un noyau tout couvert de piquants déliés & effilés, qui ſe détachent facilement & deviennent fort incommodes pour ceux qui ouvrent les noyaux, s'ils n'ont attention de sen garantir. Le noyau renferme une amande en forme de rein, couverte d'une membrane rouſſâtre. L'amande eſt fort bonne a manger, & on la ſert ſur les tables. La ſubſtance extérieure eſt employée pour préparer les aliments au défaut de beurre.
Cet arbre eſt nommé PEKEA par les Galibis & les Noiragues qui habitent les environs d'Oyapoco. Il a le même nom à Caïenne ou il eſt cultivé, particulièrement ſur l'habitation de M. de la Hery. Il fleurit dans les mois de Juin & Juillet. Son fruit eſt mûr en Septembre & en Octobre. J'en ai trouvé quelques pieds dans les grandes forêts de la Guiane.
On m'a dit qu'il en venoit beaucoup dans le quartier du Camoupi.
On voit, dans la ſaiſon, arriver à Caïenne des pirogues chargées de ce fruit venant d'Oyapoco.
Le bois de cet arbre pourroit être employé utilement dans la conſtruction des navires, & j'ai appris qu'on s'en ſervoit à cet uſage au Para, ville Portugaiſe ſituée à l'entrée du fleuve des Amazones.
II arrive quelquefois qu'une, deux ou trois baies avortent ; pour-lors celle qui reſte devient plus conſidérable.
L'on a diminue la fleur, ſes parties détachées, & le fruit, & moitié de leur grandeur naturelle. »

— Fusée-Aublet, 1775.